# Полювання Каа
«Полювання Каа» (англ. Kaa's Hunting) — друге з оповідань Редьярда Кіплінга зі збірки Книга джунглів  — циклу про людське дитинча Мауглі. В цій частині розказується про викрадення Мауглі зграєю мавп-бандерлогів та яким чином його вдалося визволити. Тут вперше читач зустрічається зі ще одним, майбутнім, наставником людини-вовка - пітоном Каа, який і зіграв вирішальну роль у його визволенні.
Після схвальних відгуків на першу оповідку «Брати Мауглі», читачі з нетерпіння чекали вже інших розповідей.  «Полювання Каа» було одне з них — написане в 1893 році та вперше було опубліковано в 1894 року в журналі «St. Nicholas Magazine». А наприкінці 1894 року, коли Редьярд Кіплінг видав окремою книжкою свою індійську «The Jungle Book» — збірку історій про джунглі та його звірей, то розповідь про «Полювання Каа» ввійшла до неї також.

## Головні герої оповіді
- Мауглі — людське дитинча.
- Вовченята — «брати по крові» Мауглі.
- Багіра — чорна пантера, наставниця Мауглі.
- Балу — бурий ведмідь, наставник Мауглі.
- Каа — старий пітон, наставник Мауглі.
- Бандар-логи — плем'я скажених мавп, яке викрало Мауглі.
- Чіль — шуліка, птаха що помогала Мауглі.

## Сюжет
Балу був знавець «Законів джунглів», тому навчав Мауглі та його братів-вовків цих настанов-законів. Але Мауглі довелось вчити набагато більше, ніж вовченятам, тому що воно ж бо людське дитинча.
Одного разу Балу, як він каже, "легенько вдарив" його по потилиці і Багіра посварилась з ним, вважаючи, що Мауглі ще маленьке дитинча.
Поки два наставника сперечалися — Мауглі подружився зі скаженими Бандерлогами. Завдяки цій дружбі мавпи навчуться сплітати гілочки для свого захисту від вітру та повеней і разом будуть кидати у Балу різну негідь. Коли Багіра покликала Мауглі, то він розказав, що робив на деревах, тоді чорна пантера добряче «всипала» йому, у відповідь Балу знову затіяв суперечку. А потім пояснив, чому не можна зв'язуватися з Бандерлогами.
Та одного разу, коли Балу, Мауглі та Багіра міцно спали, Бандерлоги все ж таки, викрали людське дитинча й понесли його у древнє місто — «Холодні печери», маючи намір зробити цього розумного хлопця своїм рабом. Коли Балу та Багіра прокинулися, то нестямилися, що сталося, але згодом здогадалися, що лише бандерлоги могли викрасти їх учня. Тоді наставники пішли до Каа — старого пітона, бо знали, що він полює саме на мавп, й довго вмовляли його допомогти їм. Коли Каа погодився — вони рушили в похід, а на допомогу їм прийшов шуліка Чіль, який і повідомив, де перебував Мауглі.
Коли вони прибігли, то Каа ще довго не міг залізти в руїни цього міста, і коли Багіра вперше у своєму житті покликала на допомогу, то Каа розбив руїни своєю головою та почав танцювати голодний танець, і мавпи самі кидалися у пащу Каа.
Так Багіра, Балу та Каа врятували Мауглі від скажених мавп - Бандерлогів.

## Особливості
- Після оповіді Кіплінг додав супроводжуючого вірша-пісню «Road Song of the Bandar-log».